# Джордж Редей
Джордж Редей (англ. George Rédei, угор. Rédei György; нар. 17 червня 1921, Відень, Австрія — пом. 10 листопада 2008, Нешвілл, США) — угорський та американський ботанік-генетик, професор, член Угорської академії наук.

## Біографія
Народився 14 червня 1921 року у Відні, Австрія, у сім'ї Калмана і Маргіт Редей. Він жив в Угорщині до 1956 року. Після придушення революції 1956 року, разом з дружиною Магдолною переїхав до міста Колумбія, штат Міссурі. Почав викладати в Університеті штату Міссурі у 1957 році.
В університеті Редей досліджував генетику і біологію Arabidopsis thaliana (укр. Різушка Таля). Він був першою людиною в Сполучених Штатах, що працював з Arabidopsis: почавши працювати з ним в 1957 році, використовуючи насіння, яке приніс із собою з Європи. У 2008 році вже понад 16 000 лабораторій по всьому світу проводили дослідження з Arabidopsis, використовуючи його методи. Редей використовував випромінювання для створення колекції мутантів, які зіграли важливу роль в перших генетичних експериментах. Важливість Arabidopsis як модельного організму для генетики рослин не відразу оцінили; Редей згадував, що в 1969 році «повідомив мені директор програми NSF, що я повинен кинути Arabidopsis, якщо хочу продовжувати отримувати фінансування». Зусилля Редея привернули увагу Маартена Коорніфа, який почав вивчати Arabidopsis у Сільськогосподарському університеті Вагенінгена в Нідерландах. У 1976 році Коорніф побудував детальну генетичну карту, що сприяло подальшим генетичним дослідженням.
Редей проводив свої дослідження разом з Барбарою Мак-Клінток, яка отримала Нобелівську премію з фізіології і медицини у 1983 році. Він працював в Університеті Місурі до 1991 року, поки не пішов у відставку, але продовжував викладати, як почесний професор. Він був запрошеним професором в Інституті Макса Планка в Кельні, Німеччина. Викладав протягом чотирьох років у Університеті фундаментальних наук Етвеша Лоранда у Будапешті, Угорщина. Редей був також членом Угорської академії наук.
Помер 10 листопада 2008 року у віці 87 років у своєму будинку в Нешвіллі.